# Theo de Raadt
Theo de Raadt (Pretoria, 19 maggio 1968) è un informatico canadese di origine sudafricana.

## Biografia
È il fondatore e leader dei progetti OpenBSD e OpenSSH.  Prima è stato membro fondatore del progetto NetBSD.
De Raadt si distingue per i suoi modi intransigenti e polemici che lo hanno portato a diversi scontri all'interno della comunità open source. Una delle più accese discussioni
è stata quella avuta con il core team di NetBSD che ha portato all'abbandono del progetto e alla nascita di OpenBSD.